# ジミー・ウォーカー
ジェームズ・ジョン・ウォーカー（英語: James John Walker、1881年6月19日 - 1946年11月18日）は、アメリカ合衆国の政治家。第97代ニューヨーク市長を務めた。汚職事件が元でやむを得ず辞職した。

## 生涯
1881年6月19日にニューヨーク州ニューヨークにて、アイルランド出身のウィリアム・ウォーカーの息子として誕生した。父のウィリアムはグリニッジ・ヴィレッジ選出の民主党市会議員であった。ウォーカーは貧困の中幼年期を過ごしたと偽って伝えられた。政界入りする前、ウォーカーは作曲家として収入を得、最も成功した曲は「Will You Love Me in December (as You Do in May)?」であった。彼はザビエル高校及びニューヨーク法律大学院で学んだ。
1910年から1914年までニューヨーク州下院議員を務め、1914年から1925年まではニューヨーク州上院議員を務めた。1923年から1924年までニューヨーク州上院仮議長を務めている。
1925年に民主党の予備選挙でアルフレッド・E・スミス知事とタマニー協会の助けを借り、1926年に現職のジョン・F・ハイランを破ってニューヨーク市長に当選する。当選初年度は多くの公共事業を実施し、順調な施政を行った。しかしながら、ウォーカーの任期は禁酒令の下違法な酒場が横行する時代として知られた。彼と「コーラスガール」の関係は広く知られ、ウォーカーは妻と別れショーガールのベティ・コンプトンとの交際を続けた。このことでも彼の人気が損なわれることは無かった。彼は地下鉄のストライキに脅かされたにもかかわらず、5セントの料金を維持することに成功した。
1929年の選挙では共和党のフィオレロ・ラガーディア、社会党のノーマン・トーマスを破り圧倒的な差で再選を果たした。しかしながら1929年の大暴落で市政運営も下降していく。ニューヨークの大司教パトリック・ジョゼフ・ヘイズは彼を不道徳であり、「ヌード雑誌」とカジノを許容しているとして糾弾した。その糾弾には景気の失速の原因であったことが含まれていた。
社会不安が増加し、不正への調査が行われるようになった。そして彼は結局サミュエル・シーベリー判事を長とするシーベリー委員会での証言を強いられた。ウォーカーは収賄容疑で起訴されることとなった。
フランクリン・デラノ・ルーズベルト知事からの圧力に直面し、ウォーカーは1932年9月1日に市長を辞職した。そして刑事訴追の危険を逃れ直ちにヨーロッパに渡った。ウォーカーはヨーロッパでベティ・コンプトンと結婚した。

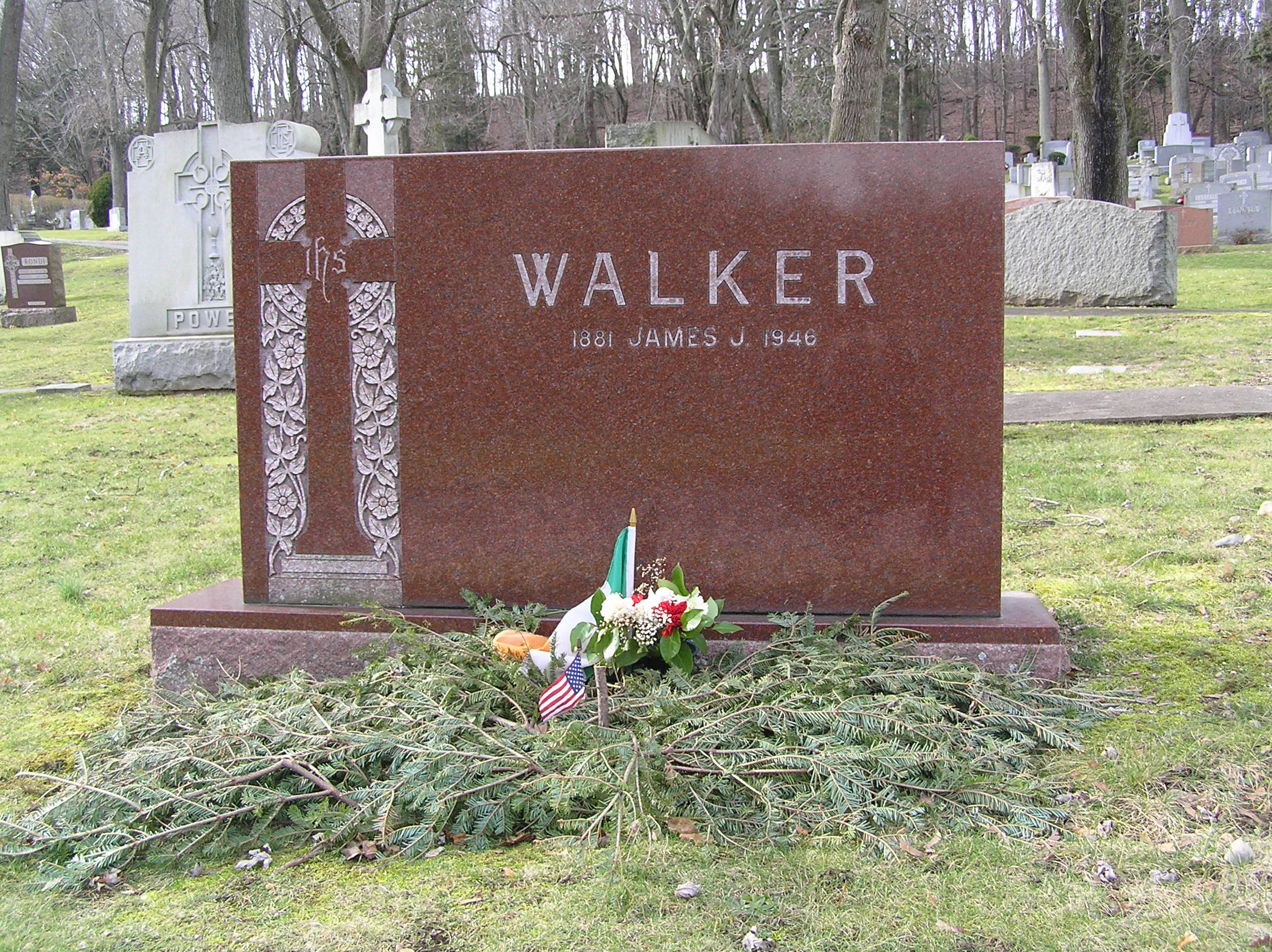
ウォーカーの墓石（ゲート・オブ・ヘヴン墓地）

ウォーカーは帰国後、マジェスティック・レコードの社長を務めた。1946年に65歳で死去し、ホーソーンのゲート・オブ・ヘヴン墓地に埋葬された。

## 人物
ウォーカーはニューヨーク州上院議員時代にボクシングを合法化する「ウォーカー法」の成立に尽力した。彼はボクシング団体から幾度もの表彰を受けた。ウォーカーは国際ボクシング名誉の殿堂博物館入りしており、1945年にはエドワード・J・ニール・トロフィーを受賞している。

## 参照
1. ↑  "The Green Book: Mayors of the City of New York" Archived 2012年5月14日, at the Wayback Machine. on the official NYC website]
2. ↑  “Former Mayor Walker Of New York Dies”. Pittsburgh Post-Gazette. (1946年11月19日) 2010年3月17日閲覧。